# Álbum

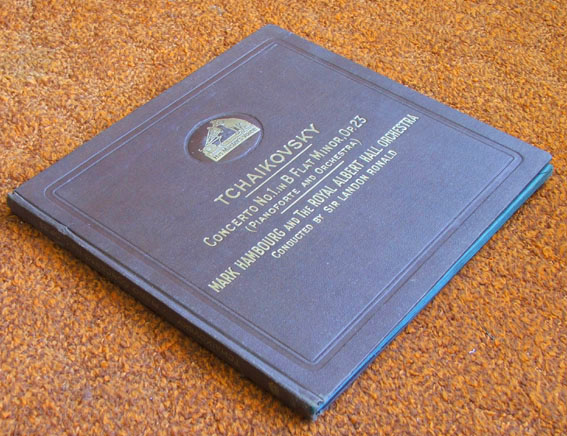
Los primeros álbumes grabados eran varios discos de 78 rpm empaquetados en forma de libro, como un álbum de fotografías

Un álbum (también conocido coloquialmente como disco) es una colección de grabaciones de audio (por ejemplo, música) publicadas en un medio como disco compacto (CD), vinilo (disco), cinta de audio (como cartucho de 8 pistas o casete) o formato digital. Los álbumes con sonido grabado se desarrollaron a principios del siglo XX como discos individuales de 78 rpm reunidos en un libro encuadernado que se asemejaba a un álbum fotográfico; este formato evolucionó después de 1948 en discos de vinilo individuales de larga duración (LP) con reproducción a 33 1⁄3 rpm.
El álbum fue la forma dominante de expresión y consumo de música grabada desde mediados de la década de 1960 hasta principios del siglo XXI, un período conocido como época del álbum. Todavía se comercializan LP de vinilo, aunque en el siglo XXI la venta de música se ha centrado principalmente en los formatos CD y MP3. El cartucho de 8 pistas fue el primer formato de cinta ampliamente utilizado junto con el vinilo desde 1965 hasta que se eliminó gradualmente en 1983 y fue reemplazado gradualmente por el casete durante la década de 1970 y principios de la de 1980. La popularidad del casete alcanzó su punto máximo a fines de la década de 1980, disminuyó drásticamente durante la de 1990 y desapareció en gran medida durante la primera década del siglo XXI.

## Características
El formato estándar de la industria discográfica para música o más contenidos popular era de aproximadamente 12 canciones (originalmente este número se refería al pago de derechos de autor).[cita requerida]
El término «álbum» se aplica a cualquier colección de grabaciones de sonido, incluyendo el CD, minidisc y casete. Incluso a un conjunto de canciones puestas a la venta al mismo tiempo para su distribución en línea en un sitio de descarga de música, se le menciona a veces como un álbum.
Debido a la gran capacidad de los nuevos dispositivos digitales, la cuestión del tamaño (en minutos) de un álbum está abierta a debate. Aunque la media se mantiene en torno a las 11 o 12 pistas, este valor oscila entre 7 o 25 en algunos casos; así que la capacidad de un álbum medida en minutos de registro es muy variable. Para los discos de menos de 4 pistas o 20 minutos de duración, se suelen utilizar los términos sencillo y EP en lugar de álbum, y estos, además, se suelen dedicar especialmente a una sola canción, o a esta misma con varios remixes o metáforas (diferentes versiones). Las pistas de los álbumes acostumbran a durar entre 2 y 5 minutos, aunque en algunos estilos musicales son frecuentes las pistas de mayor duración.

## Álbumes de promoción
Con el nombre de promo o álbum de promoción se conoce a la copia de un álbum que se distribuye antes del lanzamiento oficial del disco. El fin de una promo es facilitar a los medios de comunicación el acceso al disco, de cara a darle mayor difusión.